# سيندهودورج
سيندهودورج رمزها «SI» (بالإنجليزية: Sindhudurg)‏ ، هو تقسيم إداري لدولة الهند تتبع ولاية ماهاراشترا (بالإنجليزية: Maharashtra)‏ ، مركزها هو مدينة اوروس (بالإنجليزية: Oros)‏ عدد سكانها حسب تعداد سنة 2001 هو 861,672 ، مساحتها 5,207 كم² وكثافة السكان 165 لكل كم² .